# Fergana (ciutat)
Fergana (uzbek: Farg'ona; persa: فرغانه) és una ciutat de l'Uzbekistan capital de la província de Fergana amb una població vers 2004 de 214.000 habitants. Es troba a la vall de Fergana, de la qual pren el nom, i prop de la frontera entre el Kirguizstan, el Tadjikistan, i l'Uzbekistan. Fergana és a 420 km a l'est de Taixkent.

## Història
Durant la guerra Sinoxiongnu, en la campanya de 101 aC, els Han van conquerir Fergana, a gran distància de la capital Chang'an.
El 1876 el kanat de Kokand fou annexionat pels russos i esdevingué l'óblast de Fergana, nom agafat de la vall. La capital fou a una ciutat nova anomenada Nova Marguelan (rus: Новый Маргелан, Novi Marguelan) fundada com a guarnició pels russos a uns 20 km de la ciutat de Margilan. Del 1907 al 1924 va portar el nom de Skóbelev (Скобелев) del pel nom del primer governador rus de la vall, Mikhaïl Skóbelev. Posteriorment va agafar el nom actual de Fergana a partir del de la regió.